# Norra Ungsjön
Norra Ungsjön är en sjö i Rättviks kommun i Dalarna och ingår i Dalälvens huvudavrinningsområde. Sjön har en area på 0,744 kvadratkilometer och ligger 207,7 meter över havet. Sjön avvattnas av vattendraget Kolningån (Marnäsån).

## Delavrinningsområde
Norra Ungsjön ingår i det delavrinningsområde (675555-148614) som SMHI kallar för Inloppet i Södra Ungsjön. Medelhöjden är 313 meter över havet och ytan är 15,15 kvadratkilometer. Räknas de 22 avrinningsområdena uppströms in blir den ackumulerade arean 330,19 kvadratkilometer. Kolningån (Marnäsån) som avvattnar avrinningsområdet har biflödesordning 3, vilket innebär att vattnet flödar genom totalt 3 vattendrag innan det når havet efter 272 kilometer. Avrinningsområdet består mestadels av skog (72 procent) och jordbruk (17 procent). Avrinningsområdet har 0,75 kvadratkilometer vattenytor vilket ger det en sjöprocent på 4,9 procent.